# توماس سويسوي
توماس سويسوي (بالإنجليزية: Thomas Sweswe)‏ (9 أغسطس 1981 بغويرو في زيمبابوي - ) هو لاعب كرة قدم زيمبابوي في مركز الدفاع. شارك مع منتخب زيمبابوي لكرة القدم. أما مع النوادي، فقد لعب مع بيدفيست ويتس ونادي ديناموز ونادي كابس يونايتد ونادي كايزر تشيفز ومانينغ رانغيرز ‏ وHighlanders F.C. ‏ وMwana Africa F.C. ‏.

## وصلات خارجية
- توماس سويسوي على موقع قاعدة بيانات كرة القدم.إي يو (الإنجليزية)
- توماس سويسوي على موقع ناشيونال فوتبول تيمز (الإنجليزية)